# Cleveland Motorcycle Manufacturing Company
Cleveland Motorcycle Manufacturing Company, coneguda simplement com a Cleveland Motorcycle, fou una empresa fabricant de motocicletes nord-americana amb seu a Cleveland (Ohio) que va tenir activitat en dues etapes: del 1902 al 1905 i del 1915 al 1929.

## Història

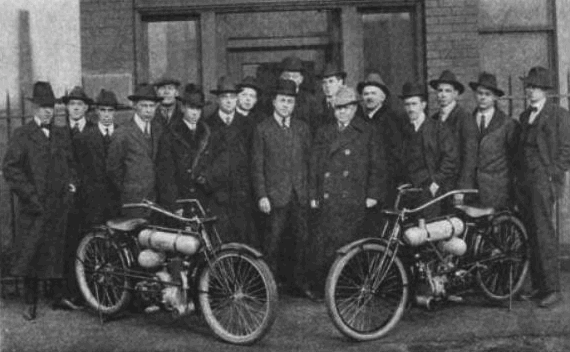
Personal de l'empresa el 1917

### Motors de dos temps monocilíndrics
La primera Cleveland de 1915 duia un motor monocilíndric de dos temps de 221 cc amb cigonyal longitudinal que necessitava un vis sens fi per a fer girar l'eix de rotació de l'accionament cap a la transmissió en un angle de 90°. La transmissió era de dues velocitats amb una roda dentada que feia girar la transmissió final de cadena. A més d'impulsar la transmissió, el contra eix del motor s'allargava cap enrere per a impulsar un magneto que penjava davant de la roda posterior. El 1920, la motocicleta va augmentar de pes a causa de l'adopció de parafangs i el canvi del dipòsit de combustible i oli per un de més gran. El 1921 se'n va eixamplar el seient i es va adoptar un dipòsit de combustible i oli encara més gran, alhora que se li afegia una bateria. La cilindrada del motor es va augmentar a 269 cc per tal de permetre-li de suportar l'augment de pes de la moto, que va arribar als 88 kg a causa d'aquests canvis. Durant la Primera Guerra Mundial, l'exèrcit nord-americà va fer servir la Cleveland de moto de missatgeria.

### Motors de quatre temps tetracilíndrics

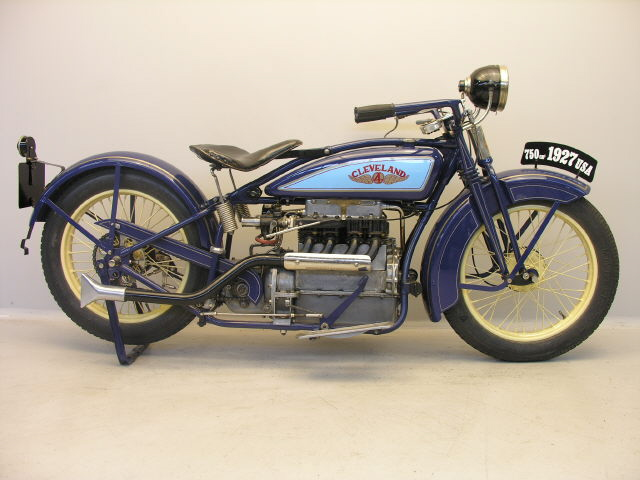
Cleveland Model 4-45 de 1927

El 1922, Cleveland va comprar Reading-Standard i dos anys després va substituir el seu clàssic motor de dos temps per un de quatre temps de 352 cc, també monocilíndric. El 1925 va llançar una motocicleta amb motor de quatre cilindres en T de 598 cc dissenyat per L. E. Fowler. En dur un motor més petit que el dels models tetracilíndrics rivals de Henderson i Ace, la moto no es va vendre gaire bé. El 1926, l'empresa va substituir el motor Fowler per un de nou de 737 cc (45 ci) IOE dissenyat per E. H. DeLong. La cilindrada es va augmentar a 1.000 cc l'any següent.

### Fallida
El 1928, Cleveland començà a tenir problemes financers. Aquell any l'empresa es va oferir a la venda a
Harley-Davidson, la qual va considerar l'oferta pel fet que les noves motocicletes Cleveland tetracilíndriques, ja desenvolupades, podien esdevenir dignes rivals de l'Indian Ace, però la va rebutjar en decidir de desenvolupar els seus propis models.
El 1929 Cleveland va anunciar el nou model Tornado, amb el bastidor i l'alçada del seient reduïts, pistons lleugers, vàlvules més grosses i relació de compressió més alta. També va anunciar un model anomenat Century, amb una velocitat màxima garantida de 100 mph.
Uns mesos després del crac del 29, després d'haver construït només uns quants prototips de la Century, Cleveland va fer fallida.